# Roger Willemsen
Roger Willemsen (Bonn, 15 de agosto de 1955 – Wentorf bei Hamburg, 7 de fevereiro de 2016) foi um apresentador de televisão alemão.

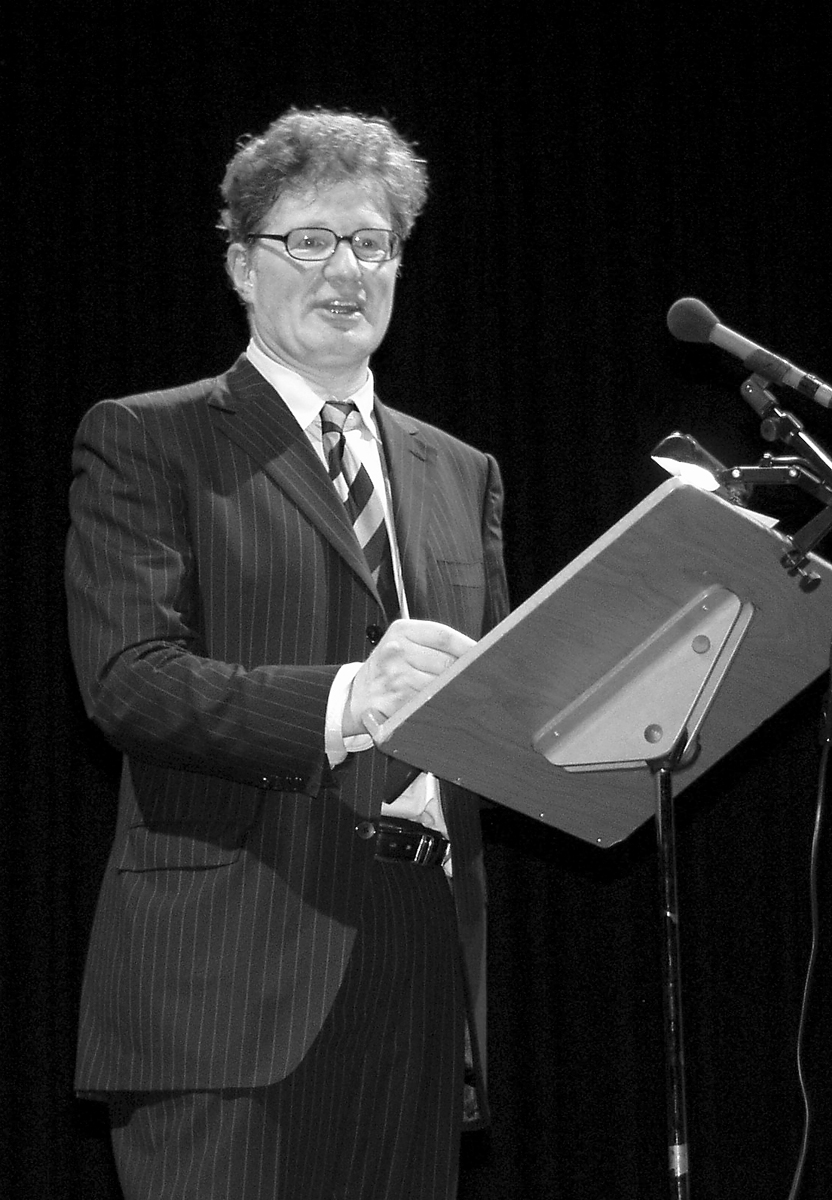
Roger Willemsen (2007)

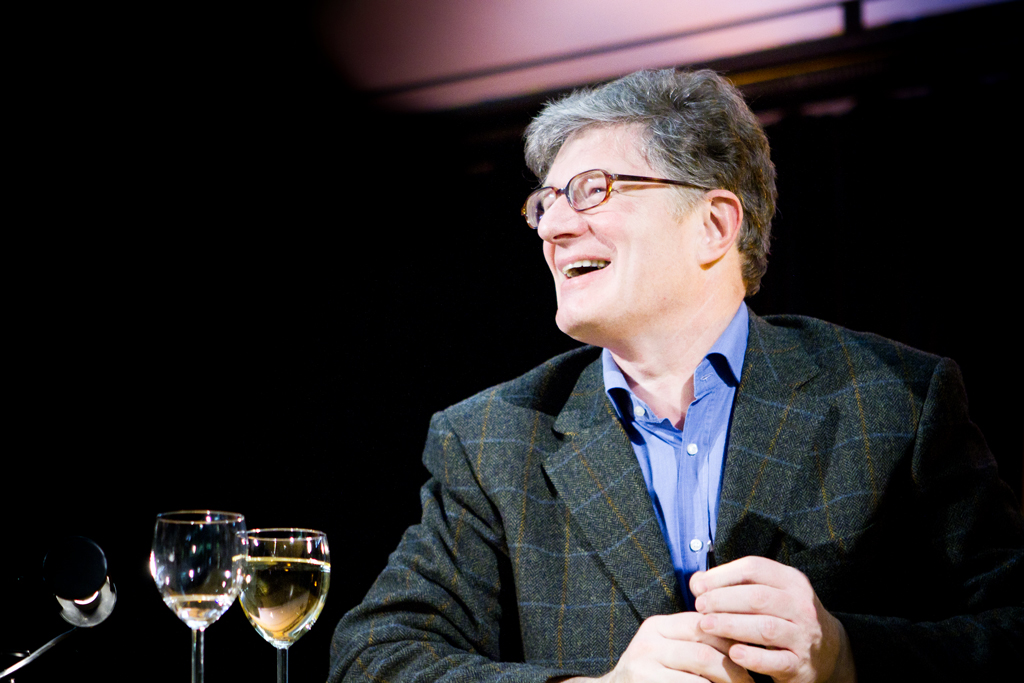
Roger Willemsen, 2011 em Siegburg

### Entrevistas
- Timo Stein interviewt Roger Willemsen „Es gibt einen Eros der Ideen“ 12. September 2012
- Roger Willemsen zu Gast bei Willkommen Österreich am 29. Januar 2009
- Roger Willemsen über Guantanamo, das moderne Lager und Afghanistan, Islamische Zeitung, 6. April 2006
- Roger Willemsen im Interview zu Hier spricht Guantánamo, taz, März 2006
- Interview Amnesty Journal Dezember 2003 / Januar 2004
- Interview die Zeitschrift – Epiphanie des Bildungs-Glücks
- Interview zu Kleine Lichter mit Jörg Steinleitner in der Schweizer SonntagsZeitung, 13. März 2005
- Galore: Roger Willemsen. „Ich glaube, die Nachwelt heißt Dieter Bohlen.“ (2013), abgerufen am 8. Februar 2016